# Saito Mokichi
Saito Mokichi (Japans: 斎藤茂吉) gebroen als Moriya Mokichi (Japans: 守谷 茂吉) ( Kaminoyama, 14 mei 1882 – Tokio, 25 februari 1953) was een Japanse tankapoëet en behoorde tot de Araragischool van de tanka. Hij is een van de bekendste tankapoëten van de Taishoperiode. Naast schrijver van tanka's was hij ook psychiater, onderzoeker en essayist.

## Biografie

### Jeugd
Saito Mokichi werd geboren in 1882 te Kanakame, een dorp dat deel uitmaakt van Kaminoyama in de prefectuur Yamagata en is daar ook opgegroeid als Moriya Mokichi. De familie Moriya, die een van de vijf welvarende families was van Kanakame, deed aan landbouw en het houden van zijderupsen.
Kumajiro, de vader van Saito Mokichi, was het hoofd van de familie, maar was geadopteerd door de familie van de moeder van Mokichi, Iku. Mokichi was de op twee na oudste zoon van de familie, met twee oudere broers, Hirokichi en Tomotaro. Later kreeg hij nog een jongere zus, Matsu, die overleed in haar kinderjaren, een jongere broer, Naokichi en tot slot nog een jongere zus, Nao. In het huis van het familie Moriya leefden hiernaast ook nog de tante, de oom en de grootmoeder van Mokichi van moederszijde.
Mokichi spendeerde veel tijd in de tempel Hosenji. Hier leerde hij onder andere kalligrafie van de lokale priester, Sawara Ryuo, en las hij boeken zoals de Nihon Gaishi. Toen Saito Kiichi naar getalenteerde jonge mannen zocht om in de toekomst te kunnen werken in zijn ziekenhuis in Asakusa te Tokio en misschien zelfs een erfgenaam voor het ziekenhuis te vinden, kwam hij bij Ryuo terecht en werd Mokichi aan hem aanbevolen. Aangezien het te duur was voor de familie Moriya om nog een derde zoon naar het hogere onderwijs te sturen (hij kwam op veertienjarige leeftijd van de basisschool), werd Mokichi geadopteerd door Saito Kiichi, die de opleiding van Mokichi zou betalen, en verliet hij Kanakame in augustus van 1886 om in Tokio te gaan studeren.
In Tokio studeerde hij aan de Kaisei-middenschool in Kanda. Hij las veel boeken en zijn interesse voor poëzie nam hier toe. Zo publiceerde hij gedichten in de schoolkrant. In de Daiichi Koto Gakko nam zijn interesse voor poëzie pas echt toe in de laatste jaren van het hoger middelbaar onderwijs en bestudeerde hij tanka's van Shiki Masaoka en Sachio Ito.

### Vroege volwassenheid
Saito Mokichi was in 1905 al 10 jaar onder Saito Kiichi's hoede en Kiichi was ook van plan om Mokichi tot erfgenaam van zijn ziekenhuis te maken, tot Kiichi een zoon kreeg, Seiyo. Er werd toen besloten om Mokichi officieel tot de familie toe te laten treden door zijn dochter, Teruko, aan hem uit te huwen. Teruko was toen nog maar een kind, Mokichi was 24 jaar oud en in zijn laatste jaar aan de middelbare school. Hij was ook druk aan het studeren voor de toelatingsexamens van de Keizerlijke Universiteit van Tokio voor geneeskunde.
Mokichi publiceerde tussen februari en juni 1905 tanka's in de Yomiuri Shinbun en verdiepte zich in het ontraadselen van gedichten van Shiki Masaoka en van haar leerlingen (de Negishi-school). Dit deed hij met de hulp van Kozo Watanabe, een schoolgenoot. Kozo raadde Mokichi ook aan om een leerling van Shiki, Sachio Ito, te ontmoetten, maar Mokichi weigerde dit te doen wegens onzekerheid in de kwaliteit van zijn eigen poëzie. Toen hij problemen ondervond bij het leren van de taal van de Man'yo-periode, schreef hij Sachio een brief om hulp te vragen. Sachio ging hiermee akkoord en sindsdien gaf hij Mokichi advies voor zijn tanka's, waarvan er gepubliceerd zijn in Ashibi en Nihon Shinbun. In 1908 stichtte Sachio het tijdschrift Araragi, waarin gedichten verschenen die geschreven waren door een groep dichters die geselecteerd werden door Sachio zelf. Mokichi was hier ook deel van, maar hij stopte met het schrijven van tanka's tussen 1909 en 1910 wegens buiktyfus, die 10 maanden aansleepte. Toen hij na die 10 maanden weer tanka's schreef liet hij zijn poëzie niet meer controleren door Sachio en publiceerde hij in Araragi ook poëzie uit andere scholen, onder andere van Jiro Abe en Mokutaro Kinoshita. Dit werd echter door veel lezers van Araragi en Sachio zelf niet positief onthaald en deze periode markeert de start van de breuk tussen Mokichi en Sachio.
In 1911 studeerde Mokichi af aan de artsenopleiding aan de Keizerlijke Universiteit van Tokio. Hij werd hierna in dienst genomen in het hospitaal Sugamo, waar hij zijn opleiding verderzette door zich te specialiseren in de psychiatrie. Zo moest hij de mentale gezondheid van gevangenen nagaan van wie het plan was ze vrij te laten. Ook onderzocht hij onder andere het kleuren van cellen en ontledingstechnieken voor hersenhistologie. Hij werd in 1911 lid van de Japanse psychiatriemaatschappij.
In 1913 scheidde Mokichi van een vrouw genaamd Ohiro. In mei van dat jaar stierf zijn moeder en in juli overleed ook Sachio Ito. Deze periode zette Mokichi ertoe aan om veel tanka's te schrijven over liefdesverdriet en rouw. Deze gedichten zijn te vinden in onder andere de rensaku genaamd Shinitamau Haha (Mijn moeder is aan het sterven) en zijn eerste dichtbundel genaamd "Shakko" (Karmozijnrood licht). Deze zijn tot op heden enkele van zijn bekendste werken.
Teruko en Mokichi trouwden in april 1914. Mokichi had in dat jaar ook plannen om naar Europa te gaan om daar verder te studeren, met als doel verdere vooruitgang te boeken in de academische geneeskunde. Dit ging echter niet door wegens het uitbreken van de Eerste Wereldoorlog in juli van dat jaar. Dit en het feit dat Mokichi zich niet thuisvoelde en eenzaam was in zijn huwelijk zouden ook onderwerpen worden die in zijn tweede bundel, Aratama (Ongesneden edelstenen, 1920), domineren.
Verder begon hij in 1915 college te geven aan de afdeling psychiatrie van de Medische Universiteit van Tokio en kreeg hij in 1916 een zoon, Saito Shigeta. Uiteindelijk verliet hij in 1917 Tokio om in Nagasaki professor Ishida Noboru te vervangen aan de Medische faculteit van Nagasaki.

### Nagasaki en Europa

#### Nagasaki
Hij arriveerde in Nagasaki op 18 december 1917 en werd voorzitter van de afdeling Psychiatrie van de Medische faculteit van Nagasaki, waar hij college gaf over psychiatrie en forensische geneeskunde aan vierdejaarsstudenten. Hij was ook hoofd van de psychiatrische afdeling van het ziekenhuis van de prefectuur Nagasaki en begeleidde artsen in Nagasaki's eerstehulppost. Zijn eerste college was op 8 januari 1918. Hij schreef in zijn periode in Nagasaki ook een paper over de werking van de spieren van catatonische patiënten en voltooide het in 1921. Een andere paper waaraan Mokichi werkte ging over de werking van het vegetatieve zenuwstelsel in relatie met dementia praecox, dat hij op een conferentie in 1919 gepresenteerd heeft. Hij werkte in totaal drie jaar en twee maanden in Nagasaki.
In die drie jaar publiceerde hij weinig tanka's en waren er spanningen tussen Mokichi en Teruko, waarbij ze weinig tijd met elkaar doorbrachten en vaak ruzie hadden. In januari van 1920 werd hij ziek door de wereldwijde influenzapandemie. Hij kon pas weer gaan werken in oktober. Tijdens deze recuperatieperiode maakte hij de laatste voorbereidingen voor het manuscript Aratama, hij paste Shakko aan en schreef een reeks essays over shasei genaamd Tanka ni okeru shasei no setsu (Een theorie over shasei in verband met de tanka).

#### Europa
Het Ministerie van Onderwijs stelde in februari 1921 Mokichi aan om als onderzoeker naar Europa te gaan en hij vertrok in oktober van dat jaar vanuit Yokohama. In december bereikte hij Berlijn. Hij was onzeker waar hij wilde studeren en twijfelde tussen Hamburg en Wenen. Hij verloor echter zijn portemonnee waarin introductiebrieven zaten voor professoren in Hamburg, geschreven door Kure Shuzo die met die professoren gestudeerd had. Aangezien hij de brieven voor de professoren in Wenen had, besloot hij om zich in te schrijven in het Neurologisch Instituut van de Universiteit van Wenen. Hij begon hier te studeren in 1922 en deed dit onder Heinrich Obersteiner en Otto Marburg. Mokichi werd aangesteld bij het onderzoek van Marburg over veranderingen in de histologische organisatie van hersencellen van patiënten die leden aan progressieve verlamming, wat kenmerkend was voor de laatste fase van syfilis. Dit onderzoek vormde de basis van zijn dissertatie Die Hirnkarte des Paralytikers: Studiën über das Wesen und die Ausbreitung des paralytischen Prozesses in der Hirnrinde. Deze werd geaccepteerd en gedrukt in maart 1923. Dit, samen met zijn andere werken, gaven hem een doctoraat in de geneeskunde, uitgereikt door de Keizerlijke Universiteit van Tokio in 1924. Verder studeerde hij nog fysiologie, neurologie en psychologie in Wenen. Door het overlijden van Obersteiner in 1922 en doordat de leiding van Marburg volgens Mokichi niet goed genoeg was, besloot Mokichi verder te studeren in München.
Hij vertrok op 19 juli 1923 uit Wenen om naar het Kaiser Wilhelminstituut (Deutschen Forschungsanstalt für Psychiatrie), opgericht door Emil Kraepelin in München te gaan. In München was de naoorlogse situatie ernstiger dan in Wenen, waarbij de maatschappelijke ontwrichting en de inflatie Mokichi hinderden bij het uitvoeren van zijn onderzoeken. Zo had hij onder andere moeite met het zoeken van een verblijfplaats wegens de stijgende huur en bedwantsen in de bedden van kamers die hij probeerde, waardoor hij vaak rondliep in München en tijdelijk ook verbleef bij Marie Hillebrand, een vrouw die onderdak bood aan Japanse studenten bij tijden van beproeving. In augustus 1923 kreeg hij het nieuws te horen dat zijn vader (Moriya Kujimaro) overleden was en op 3 september 1923 las hij in de krant het nieuws over de aardbeving van Kanto. Zijn bezorgdheid verhinderde hem te eten, slapen of werken. Op 13 september kreeg hij een telegram uit Kobe van Nakamura Kenkichi dat bevestigde dat Mokichi's familie en vrienden ongedeerd waren. In plaats van terug te keren naar Japan om Kiichi te helpen in het ziekenhuis besloot Mokichi om in München te blijven om te studeren aan het Kaiser Wilhelminstituut, omdat dit instituut op het vlak van psychiatrie een van de belangrijkste plekken was en omdat Kraepelins theorieën dominant waren in de Japanse psychiatrie. Mokichi zou de eerste Japanse student worden in het naoorlogse München. Hij moest echter alles opnieuw leren dat hij al geleerd had en stuitte op anti-Japanse reacties bij het ontmoeten van Kraepelin. Hij deed onderzoek onder Walter Spielmeyer over hindernissen in het menselijk cerebellum en over de hersenschors van gedomesticeerde konijnen.
Vanaf juli 1924, na zich in Parijs weer verenigd te hebben met Teruko, reisde hij naar verschillende plekken in Europa, waaronder Engeland en Italië. Gedichten uit de drie jaar van Mokichi's reis naar Europa zijn te vinden in En'yu en Henreki. Hij vertrok  op 30 november 1924 met Teruko terug naar Japan en kreeg op 31 december een telegram waarin stond dat het ziekenhuis van Aoyama van Kiichi verwoest was door een brand.

### Na zijn terugkeer naar Japan

#### Wederopbouw van het ziekenhuis
Mokichi kreeg de taak het door brand vernielde ziekenhuis van Kiichi nieuw op te bouwen en daarvoor een nieuwe site te zoeken. Er waren financiële problemen, waardoor Mokichi door heel Japan moest reizen om fondsen te werven. Hij schreef ook essays over zijn tijd in Europa en accepteerde verzoeken om zijn poëzie te publiceren.
In de brand waren veel boeken en onderzoeksmaterialen van Mokichi verloren, waardoor hij geen onderzoek deed gedurende de periode van de heropbouw. Hij schreef wel meer poëzie. Zo publiceerde hij een collectie van gedichten uit Aratama en Shakko genaamd Asa no Hotaru, en zullen gedichten van Mokichi uit de periode tussen 1925 en 1928 verschijnen in Tomoshibi. In 1926 begon hij weer als redacteur te werken aan het tijdschrift Araragi tot 1930.
Een nieuw ziekenhuis werd uiteindelijk gebouwd in Matsubara en een kleiner ziekenhuis in Aoyama voor lichtere behandelingen. In 1927 werd Mokichi het nieuwe hoofd van het ziekenhuis en verving hiermee officieel Kiichi. Hij zou deze positie behouden tot 1945.

#### Relaties met Teruko en Fusako
In 1933 stierven twee van Mokichi's beste vrienden, Hirafuku Hyajusui en Namakura Kenkichi, en op 7 oktober was Teruko betrokken bij een schandaal, wat leidde tot hun scheiding. Hij trok zich terug van zijn administratieve taken en verdiepte zich in de studie van de dichter Man'yoshu Kakinomoto Hitomaro.
In 1934, tijdens een herdenkingsbijeenkomst voor Masaoka Shiki, ontmoette hij Nagai Fusako. Ze schreven gedichten naar elkaar en schreven soms ook samen gedichten, vaak met moeilijke karakters uit de Man'yoshu omdat Mokichi hun relatie geheim wou houden na het schandaal met Teruko. Uit vrees voor negatieve publiciteit scheidde Mokichi nooit officieel van Teruko. Dit zou ervoor zorgen dat Fusako later naar haar geboortedorp terug zou keren en na de dood van haar vader geen contact meer zou hebben met Mokichi. Gedichten uit deze periode zijn terug te vinden in zijn bundels Shiromomo en Gyoko.

#### De oorlogsperiode
Mokichi maakt na Gyoko tijdens de oorlogsperiode een verandering door, waarbij hij van het schrijven van liefdesgedichten naar het schrijven van patriottische gedichten overstapte. Na het Marco Polobrugincident werden op 9 oktober 1937 ook vijf van zijn gedichten nationaal uitgezonden. Dit betekent dat hij tijdens deze periode niet meer volgens het dokueika-principe schreef, maar voor het grote publiek. Zijn boek Man'yo Shuka (De beste gedichten uit de Man'yo) werd door duizenden jonge soldaten meegenomen tijdens de strijd. Mokichi was een sterke aanhanger van de Japanse eizer Hirohito en vond zijn ideaal in de Man'yoshu. In Kan'un, de gedichtenbundel gedichten uit deze periode, is de hoofdgedachte dan ook het patriottisme.

#### Laatste jaren en overlijden

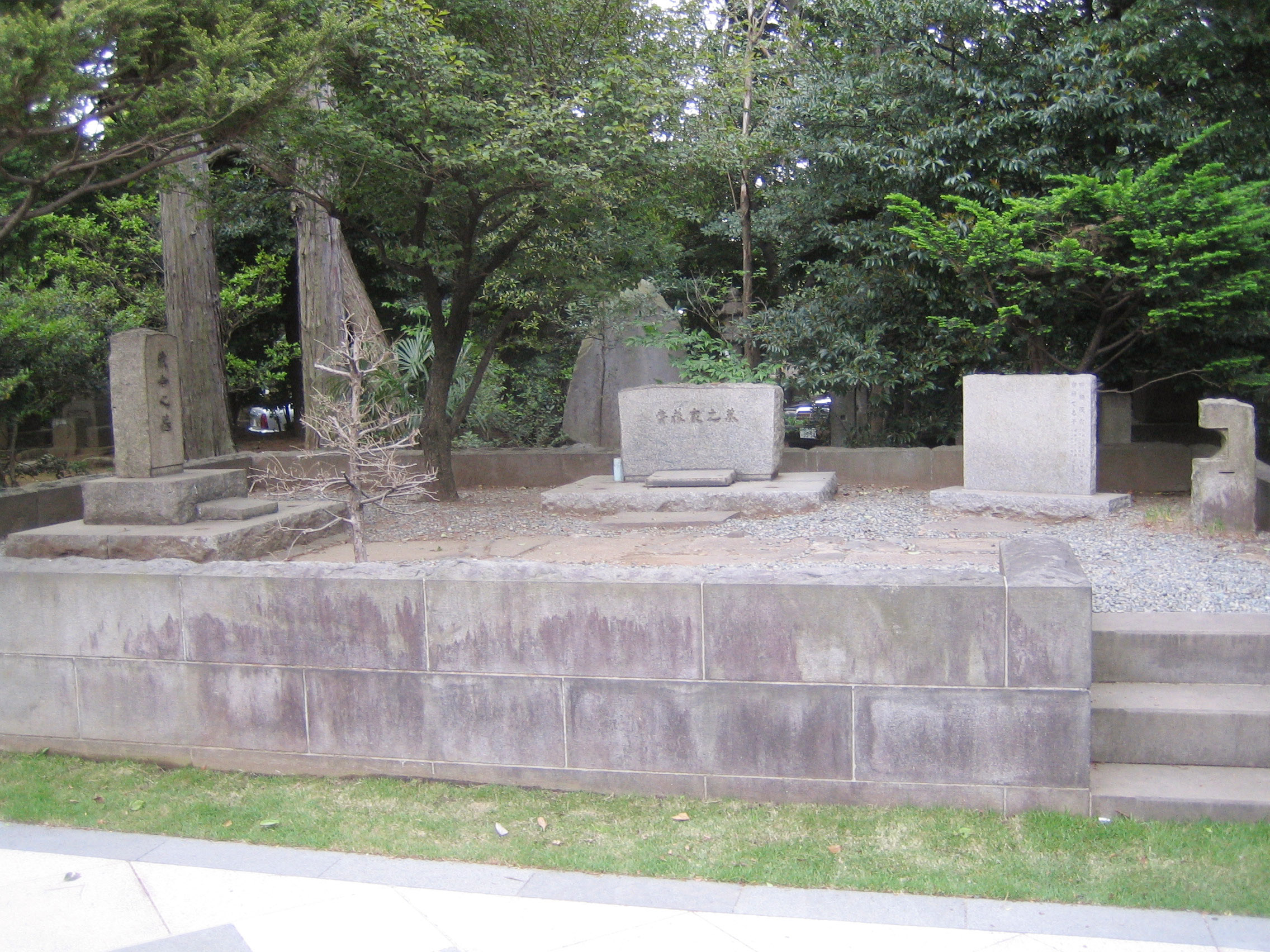
Graf van Saitō Mokichi en zijn familie in het kerkhof van Aoyama (Aoyama Reien: Minato, Tokio, Japan)

Mokichi bleef in Tokio tijdens de vroege jaren van de Tweede Wereldoorlog en beheerde daar de twee afdelingen van het psychiatrische ziekenhuis van Aoyama. Hij gaf instructies in het ziekenhuis over, onder andere, de zorg van patiënten, de behandelingen uitgevoerd door het personeel en noodgevallen zoals brand en luchtaanvallen. In maart 1945 verliet hij Tokio en keerde hij terug naar Kanakame en leefde daar met zijn jongere zus Nao. In mei 1945 verkocht hij het filiaal van Matsubara aan de overheid. Mokichi verhuisde vervolgens in januari 1946 naar het dorp Oishida, omdat daar meer voedsel was. Hij leerde schilderen en boekte hierin in enkele jaren tijd vooruitgang, tot zijn gezondheid verslechterde: hij was in 1947 licht verlamd aan zijn linkerzijde en leed hierdoor aan slapeloosheid en nachtmerries en zag minder goed door stippen in zijn zicht. Hij had ook stress door het feit dat er een nieuwe belastingwet was goedgekeurd en hij vreesde voor de toekomst van zijn zonen Saito Shigeta en Saito Sokichi, die beter bekend is onder zijn alias Kita Morio.
In november 1947 keerde hij terug naar Tokio, waar hij gedurende zijn laatste jaren aan manuscripten werkte voor de publicaties van zijn poëziebundels, die ook gedichten bevatten die al in de periode 1925-1928 geschreven waren. In 1951 ontving hij de Bunka-kunsho, een nationale onderscheiding voor zijn prestaties op vlak van cultuur. Hij stierf op 25 februari 1953 door hartfalen.

## Tanka

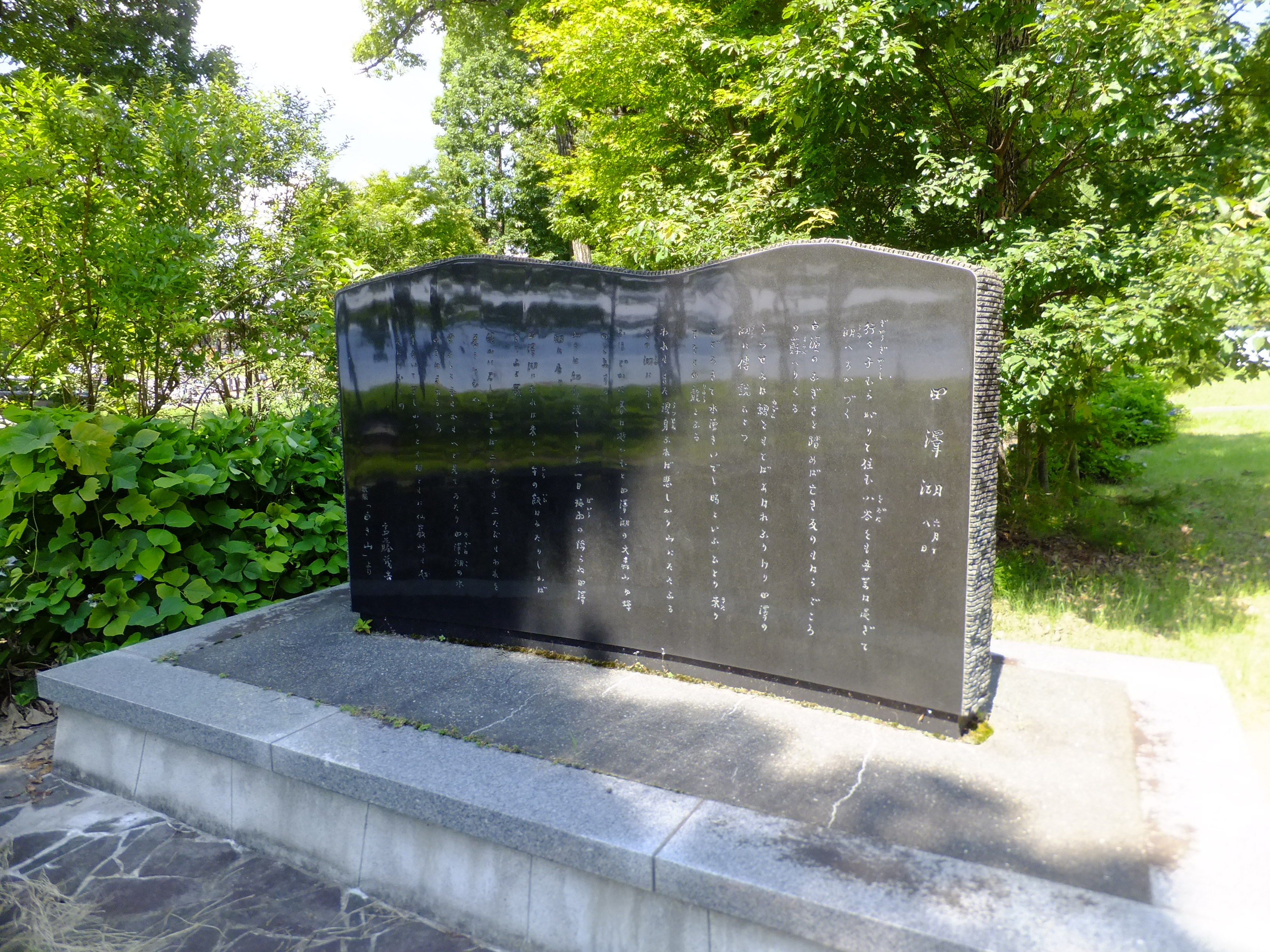
Gedicht van Saito Mokichi, gegraveerd op een steen in Tazawako.

### Werken
Saito Mokichi heeft ongeveer 17.600 gedichten geschreven en 14.200 van die gedichten in 17 boekdelen gepubliceerd. Er zijn gedichten van hem verloren gegaan in de brand van het ziekenhuis van Aoyama in 1924. In vergelijking met andere dichters die rond diezelfde periode actief waren, die naast tanka's ook nog experimenteerden met allerlei andere vormen van poëzie, schreef Mokichi bijna exclusief tanka's. Hij heeft slechts één gedicht niet in de tankavorm, maar in de vussokusekika-stijl. Hij verwachtte ook dat de lezer iets wist over zijn leven en heeft een bibliografie over zichzelf geschreven, waardoor de lezers van zijn bibliografie zijn gedichten beter zouden begrijpen.
Hij bestudeerde tanka's onder Sachio Ito, de stichter van het tijdschrift Araragi, waar hij ook zijn werken publiceerde. Zijn publicaties bevatten zowel zelfstandige tankagedichten als rensaku (twee of meer gedichten die over hetzelfde onderwerp gaan.) Enkele van zijn bekendste werken zijn Shinitamau Haha , Ohiro en Shakko (Karmozijnrood licht). Verder publiceerde hij ook gedichten in verschillende tijdschriften, zoals Ashibi en Araragi.

### Poëzieboeken volgens orde van publicatie
|    | Titel                           | Datum van publicatie | Periode van compositie |
| -- | ------------------------------- | -------------------- | ---------------------- |
| 1  | Shakkō (Karmozijnrood licht)    | oktober 1913         | 1905 - 1913            |
| 2  | Aratama (Ongesneden edelstenen) | januari 1921         | 1913 - 1917            |
| 3  | Kan'un (Koude wolken)           | maart 1940           | 1937 - 1939            |
| 4  | Gyōkō (Karmozijnrode dageraad)  | juni 1940            | 1935 - 1936            |
| 5  | Shiromomo (Witte perziken)      | februari 1942        | 1933 - 1934            |
| 6  | Noboriji (Rijzende straten)     | november 1943        | 1939 - 1940            |
| 7  | Tsuyujimo (Dauw en vorst)       | augustus 1946        | 1917 - 1922            |
| 8  | En'yū (Verre reizen)            | augustus 1947        | 1922 - 1923            |
| 9  | Henreki (Bedevaart)             | april 1948           | 1923 - 1925            |
| 10 | Shōen (Kleine tuinen)           | april 1949           | 1943 - 1946            |
| 11 | Shirokiyama (Witte bergen)      | augustus 1949        | 1946 - 1947            |
| 12 | Tomoshibi (Lampenlicht)         | januari 1950         | 1925 - 1928            |
| 13 | Takahara (Hoge velden)          | juni 1950            | 1929 - 1930            |
| 14 | Renzan (Berggrasland)           | november 1950        | 1930                   |
| 15 | Sekisen (Stenen bron)           | juni 1951            | 1931 - 1932            |
| 16 | Shimo (Vorst)                   | december 1951        | 1941 - 1942            |
| 17 | Tsukikage (Maanlicht)           | februari 1954        | 1948 - 1952            |